# Oade (Israel)
Ohad (em hebraico: אֹהַד ou אוהד) é um moshav no sul de Israel. Localizado na zona Hevel Eshkol do deserto Negueve noroeste, perto da fronteira da Faixa de Gaza, que cai sob a jurisdição do Conselho Regional de Eshkol. Fundada em 1969 pela Aliá de vários países. Foi nomeada após Oade, o terceiro filho de Simeão, mencionado na Bíblia (Gênesis 46:10) - como colônia comunal vizinha Tzohar é nomeada após seu irmão, mencionado no mesmo versículo da Bíblia. Em 2006 tinha uma população de 227.